# Live at Iowa State University
Live at Iowa State University är en live-DVD av det amerikanska funk/soul-bandet Tower of Power inspelad 1985.
Speltid: ca 120 min

## Innehåll

### Låtlista
1. Down To The Nightclub
2. This Time It's Real
3. Can't You See
4. Squib Cakes
5. Don't Change Horses
6. So Very Hard To Go
7. You're Still A Young Man
8. What Is Hip?
9. Medley:
  1. Soul Vaccination
  2. Funkifize
10. Can You Feel It
11. Only So much Oil in the Ground
12. If you Move, You Lose
13. Credit
14. Ain't Nothin Stoppin Us Now
15. PTA
16. Medley:
  1. Back on the Streets
  2. Oakland Stroke
  3. Drop It In The Slot
  4. We Came Play It
  5. And You Know It
  6. You Ought To Be Havin' Fun
17. Knock Yourself Out

### Extramaterial
- Band Biography
- Discography
- Quantum Leap Propaganda

## Medverkande musiker
- Ellis Hall - Sång
- Dave Mathews - Hammond B-3
- Rocco - Elbas
- Willy Fulton - Gitarr
- Mick Mestek - Trummor
- Greg Adams - Trumpet
- Mike Chicowicz - Trumpet
- Richard Elliott - Tenorsax, lyricon
- Doc Kupka - Barytonsax
- Emilio Castillo - Tenorsax